# Pete Buttigieg
Peter Paul Montgomery Buttigieg (/ˈbuːtəˌdʒɛdʒ/; South Bend, 1982. január 19. –) amerikai politikus, az Amerikai Egyesült Államok közlekedési minisztere 2021 és 2025 között. South Bend volt polgármestere, a 2020-as amerikai elnökválasztás egyik demokrata elnökjelölt-jelöltje.

## Életpályája
Buttigieg a Harvard Főiskolán és az Oxfordi Egyetemen végezte tanulmányait, utóbbit Rhodes-ösztöndíjjal. 2007-től 2010-ig a McKinsey vezetői tanácsadó cég tanácsadójaként dolgozott. 2009-től 2017-ig Az Egyesült Államok haditengerészetének hírszerzésénél szolgált, ahol hadnagyi rendfokozatig jutott. 2014-ben hét hónapig Afganisztánban szolgált.
Mielőtt elindult volna a Demokrata Párt előválasztásán, Buttigieg dolgozott Jill Long Thompson, Joe Donnelly és John Kerry politikai kampányaiban. Buttigieg az indianai South Bend 32. polgármestere volt 2012 januárja és 2020 januárja között. 2015-ben Buttigieg nyilvánosan felvállalta homoszexualitását.
Buttigieg 2019. április 14-én jelentette be, hogy részt vesz a 2020-as elnökválasztáson. Ezzel ő lett az első nyíltan homoszexuális személy, aki elnökválasztási kampányt indít. A kezdetekben alacsony elvárások ellenére 2019 folyamán jelentősen javultak az esélyei, miután számos gyűlésen és vitában vett részt. Az iowai kaukuszt szűken bár, de megnyerte. Ezzel a győzelemmel ő lett az első nyíltan homoszexuális jelölt, aki egy nagy párt színeiben előválasztást tudott nyerni.
2020 decemberében Joe Biden megválasztott elnök jelölte a közlekedési miniszteri posztra. 2021. február 2-án a Szenátus 86:13 arányban jóváhagyta Buttigieg jelölését.

## Politikája
Buttigieg támogatja a Green New Dealt, mely erősen csökkentené az Egyesült Államok szén-dioxid kibocsátását, illetve segítené az ország átállását megújuló energiaforrásokra. A miniszter támogatja a szakszervezeteket, a fegyverek szabályozását, az univerzális egészségügyet (Medicare For All), illetve az LMBTQ jogokat.